# Banyu Bese
Banyu Bese is een bestuurslaag in het regentschap Bangkalan van de provincie Oost-Java, Indonesië. Banyu Bese telt 1518 inwoners (volkstelling 2010).